# نادي سموحة لكرة السلة

نادي سموحة لكرة السلة هو نادي كرة سلة مصري يقع في مدينة الإسكندرية ويشارك في دوري السوبر المصري لكرة السلة. شارك النادي في كأس الأندية الأفريقية لكرة السلة لأول مرة في تاريخه في موسم 2018-2019.